# St. Petrus (Lastrup)

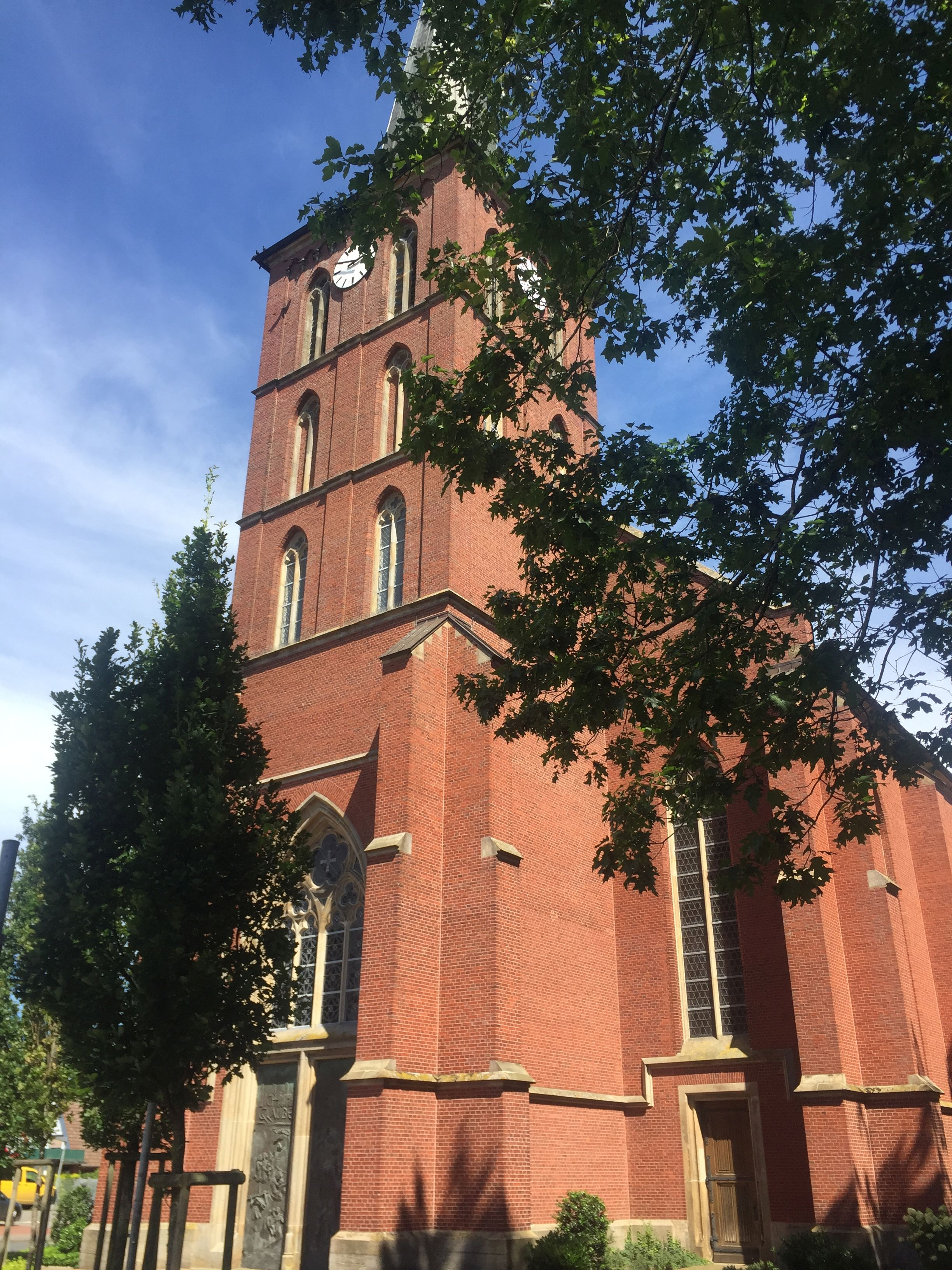
Pfarrkirche St. Petrus

St. Petrus in Lastrup ist die Pfarrkirche der katholischen Pfarrgemeinde St. Petrus, die dem Dekanat Löningen des Bistums Münster angehört. 

## Geschichte und Beschreibung
Die Pfarrei Lastrup entstand vermutlich durch Abpfarrung von Löningen (St. Vitus). Die erste Kirche wurde wohl um 1200 erbaut. Sie wurde mehrmals umgebaut, ein erhaltener Türbogen stammt laut seiner Inschrift aus dem Jahr 1505. 1858 brach ein Teil des Gewölbes ein, danach wurde der Bau einer neuen Kirche beschlossen.
Die jetzige Kirche wurde von 1859 bis 1863 als neugotische Hallenkirche aus rotem Backstein nach Plänen des Architekten Emil von Manger errichtet. Von 1969 bis 1971 wurde der Chor abgerissen und durch einen Erweiterungsbau von Alfons Boklage ersetzt.

## Ausstattung
Ältestes Stück ist der romanische Taufstein aus Bentheimer Sandstein (Bentheimer Typ) aus der Zeit um 1200. Die Pietà stammt von Anfang des 15. Jahrhunderts. Hochaltar und Kanzel wurden 1862 und 1864 für die neue Kirche geschaffen. Zur Ausstattung des Erweiterungsbaus gehören mehrere Werke des Bildhauers Joseph Krautwald.